# Нагуанагуа
Нагуанагуа (ісп. Naguanagua) — місто у венесуельському штаті Карабобо, що є частиною агломерації Велика Валенсія. Розташовано в долині річки Кабріалес.